# Lübecker Senat 1867 und 1868

Flagge Lübecks 1890–1935

Der Senat der Freien und Hansestadt Lübeck als Kabinett in den Jahren 1867 und 1868. 

## Bürgermeister

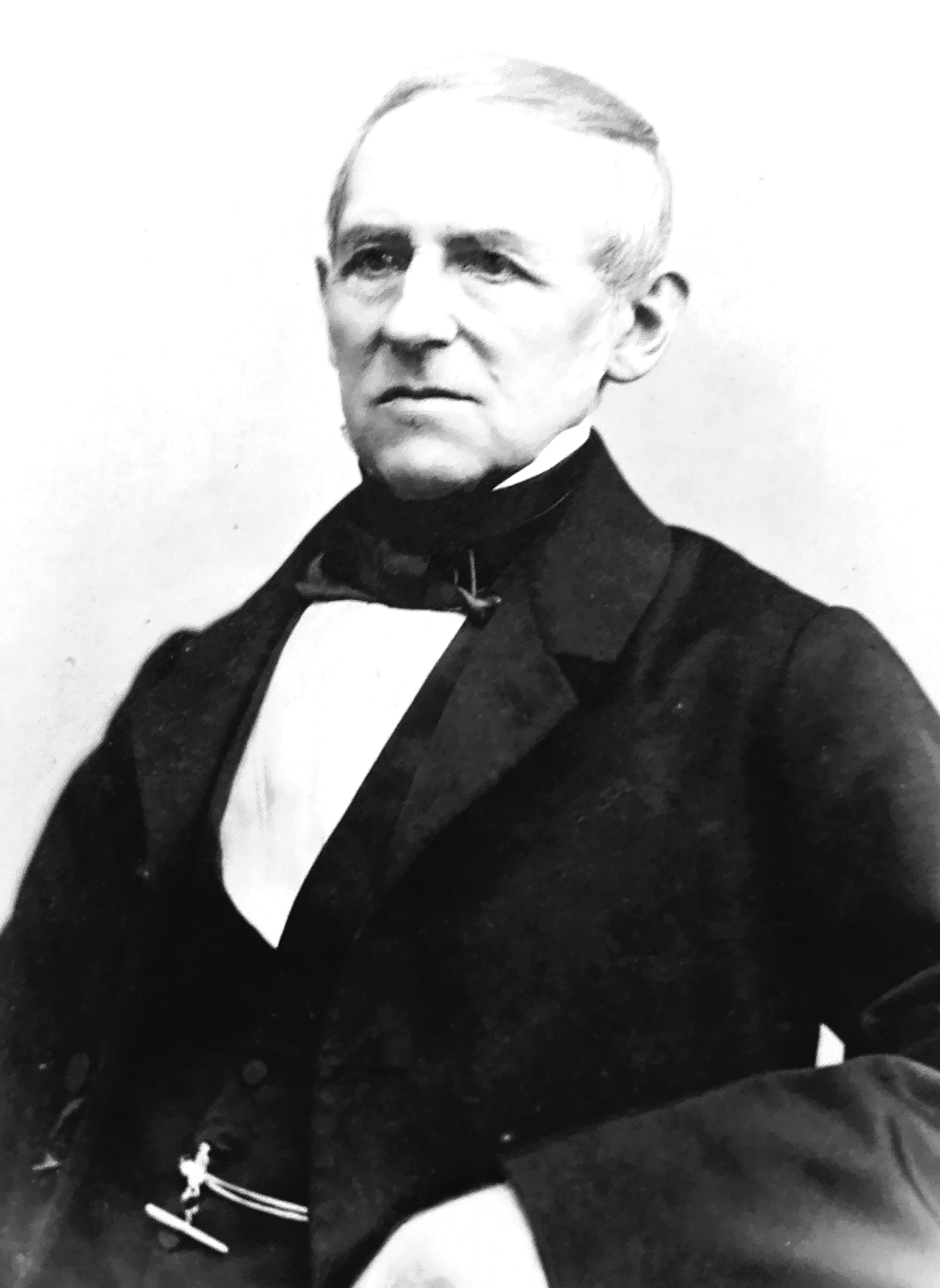
Karl Ludwig Roeck

- Karl Ludwig Roeck, Senator seit 1833

## Senatoren
- Heinrich Brehmer, seit 1836
- Georg Christian Tegtmeyer, seit 1839
- Hermann Wilhelm Hach, seit 1845. Gestorben 1. Dezember 1867.
- Johann Daniel Eschenburg, seit 1846
- Theodor Curtius, seit 1846
- Heinrich Wilhelm Haltermann, seit 1848
- August Ferdinand Siemßen, seit 1858
- Heinrich Theodor Behn, seit 1858
- Johann Carl Böse, seit 1859
- Gabriel Christian Carl Hermann Schroeder, seit 1865
- Georg Friedrich Harms, seit 1866
- Heinrich Gustav Plitt, seit 1866
- Philipp Wilhelm Plessing, seit 1867

## Syndicus
- Peter Ludwig Elder, seit 1844